# François-René Molé
François-René Molé (Parigi, 1734 – 1802) è stato un attore teatrale francese.
Entrato nel 1761 nella Comédie-Française, fu il primo interprete francese di Amleto.